# 濶瀨
濶瀨，是台灣新北市坪林區地名，位於該區東北部，範圍大致為漁光里東北部。

## 歷史
台灣清治末期，濶瀨地區為一街庄，稱為「濶瀨庄」，隸屬於文山堡。該庄北與石底庄、柑腳庄為鄰，東與料角坑庄為鄰，南邊為鷺鶿岫庄，西邊為柑腳坑庄、楣仔藔庄。
1901年（日治明治三十四年）11月，該庄隸屬於深坑廳，編入第十二區。1903年（明治三十六年）4月，第十二區拆出九芎林庄部分並改稱「闊瀨區」。1920年（大正九年），該庄改制為「濶瀨」大字，隸屬於臺北州文山郡坪林庄，大字下有「濶瀨」、「豹子廚」、「枋山坑」小字名。
戰後坪林庄改制為坪林鄉，隸屬於臺北縣，大字亦改制為村。2010年（民國99年）12月，臺北縣升格為新北市，坪林鄉改制為坪林區，村改制為里。

## 交通
鄉道北42線又名「坪雙產業道路」，是坪林市區通往濶瀨的連絡道路，續行可通往雙溪區柑腳接省道台2丙線。